# Schulzentrum Friesgasse

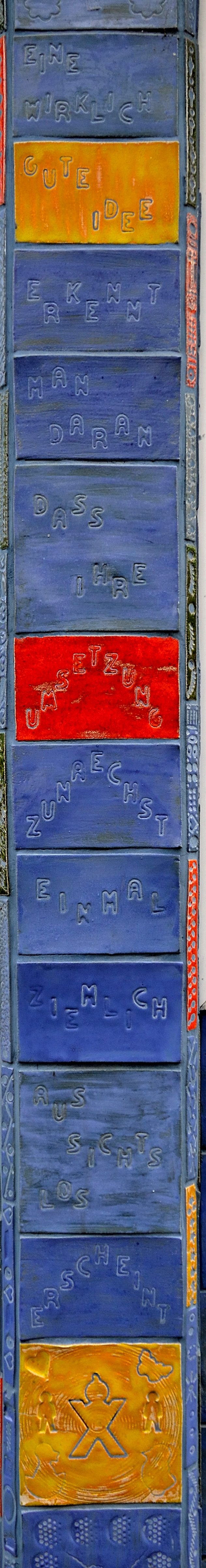
Von den Schülern gestaltetes Mosaik an der Fassade

Der Bildungscampus Flora Fries (bis August 2022: Schulzentrum Friesgasse) ist ein Bildungsstandort der Vereinigung von Ordensschulen Österreichs und befindet sich im 15. Wiener Gemeindebezirk Rudolfsheim-Fünfhaus. Die Katholische Privatschule mit Öffentlichkeitsrecht wurde von der Ordensgemeinschaft Arme Schulschwestern von Unserer Lieben Frau gegründet.

## Geschichte
Nach der Gründung des Ordens in Bayern erfolgte 1853 die erste Gründung in Österreich in Freistadt in Oberösterreich. 1860 holte die Gräfin Flora Fries (1814–1882) Schulschwestern nach Wien und übertrug den Schwestern die Leitung eines Waisenhauses in der Clementinengasse in Fünfhaus. 1864 erwarben die Schwester in der Friesgasse ein Grundstück und errichteten ein Asyl für junge wohnungslose Fabrikarbeiterinnen. 1865 wurde eine Kinderbewahranstalt und eine Industrieschule eröffnet. 1866 wurden im Kloster Verwundete aus der Schlacht von Königgrätz gepflegt. 1867 erhielten die Schwestern von der k.k. Statthalterei die Konzession für die Führung einer Hauptschule. Dafür wurde das Haus Friesgasse 72 gekauft und ein Neubau mit 6 Klassen erbaut. Ergiebige Spenden kamen von Kaiser Franz Joseph I. 1878 wurde ein Kindergarten genehmigt. Das Haus Friesgasse 70 wurde erworben und ein Neubau mit 4 Klassen mit einer Aula errichtet. 1885 wurde die Klosterkirche erbaut. 1893 erfolgte die Umwandlung der Hauptschule in eine fünfklassige Volksschule und eine dreiklassige Bürgerschule.
1919 wurde eine Haushaltungsschule begonnen und 1920 eine Bildungsanstalt für Kochschullehrerinnen und Haushaltsschullehrerinnen begonnen. 1927, im Jahr der Schulreform, änderten sich die Schulformen auf eine vierklassige Volksschule, die dreiklassige Bürgerschule lief aus, eine vierklassige Hauptschule wurde neu installiert und eine dreiklassige Gewerbeschule als Einstieg in den Hausfrauenberuf wurde gegründet. 1931 wurde eine Handelsschule begonnen. 1932 wurde ein Realgymnasium für Mädchen begonnen. 1938, im Zuge des Anschlusses Österreichs an Hitlerdeutschland, wurde die Privatschule der Schulschwestern geschlossen und eine staatliche Oberschule eingerichtet. Die Friesgasse wurde nach Gerhard von Scharnhorst in Scharnhorstgasse umbenannt. Am Schulgebäude entstanden im Zweiten Weltkrieg schwere Schäden.
Nach Kriegsende wurde 1945 wieder ein Kindergarten, eine Volksschule, eine Hauptschule und das Gymnasium mit einer Frauenoberschule, später Wirtschaftskundliches Realgymnasium genannt, begonnen. 1964 wurde eine dreiklassige Handelsschule wieder eröffnet. 1969 wurde der Neubau des Schulgebäudes nach den Plänen des Architekten und Dombaumeisters Kurt Stögerer u. a. fertiggestellt und von Kardinal Franz König geweiht. 1980 erfolgte der Umbau in der Clementinengasse und im Tiefgeschoß ein Turnsaal geschaffen. 1981 wurde in der Hauptschule und im Gymnasium neben den Mädchen auch Knaben aufgenommen und damit die Koedukation eingeführt – als erste Privatschule in Wien. 1991 wurde die Schule räumlich vom Konvent getrennt. Die Werksleitung, später umbenannt in Leitung Schulzentrum, wurde eingerichtet. Ab 1992 wurde das Internat auslaufend geschlossen und die Schule um diese Räume erweitert. 1993 lief das Wirtschaftskundliche Realgymnasium aus und das naturwissenschaftliche Realgymnasium wurde eröffnet. Ab 1998 wird in der Volksschule nach und nach mit der Montessoripädagogik gearbeitet. 1999 beginnt die Hauptschule mit der ersten Integrationsklasse. 2000 wurde der Absolventenverein gegründet. Ab 2001 wurde die Hauptschule als Kooperative Mittelschule geführt. 2005 wurde die Leitung der Schulen an den Schulverbund SSND Österreich übertragen und der HAK Aufbaulehrgang eröffnet. 2006/2007 hatte das Schulzentrum nach einem kontinuierlichen Wachstumsprozess die Schülerhöchstzahl von 1500. 2010 wurde 150 Jahre Schulschwester in Wien gefeiert. 2010 wurde die Kooperative Mittelschule UNESCO-Projektschule. 2013 wurde die Kooperative Mittelschule eine Neue Mittelschule.
2013 gab es Schüler mit ungefähr 40 verschiedenen Muttersprachen und zirka 20 verschiedenen Religionsbekenntnisse.
Mit Beginn des Schuljahres 2022/23 übergab die Kongregation „Arme Schulschwestern von Unserer Lieben Frau“ das Schulzentrum Friesgasse – das in Bildungscampus Flora Fries umbenannt wurde – an die Vereinigung von Ordensschulen Österreichs. Der Schulverbund SSND Österreich als bisheriger Schulerhalter wurde aufgelöst.
Im Campus gibt es derzeit folgende Bereiche:
- Kindergarten
- Volksschule
- Neue Mittelschule
- Handelsschule (dreijährig) mit Übergangsstufe sowie HAK-Aufbaulehrgang
- AHS (ab der 3. Klasse Gymnasium oder Realgymnasium)
- Hort

In der Schulküche wird während des Schuljahres von Montag bis Freitag für mehr als 600 Personen ein frisches Mittagessen gekocht.

## Klosterkirche Mutter der Barmherzigkeit

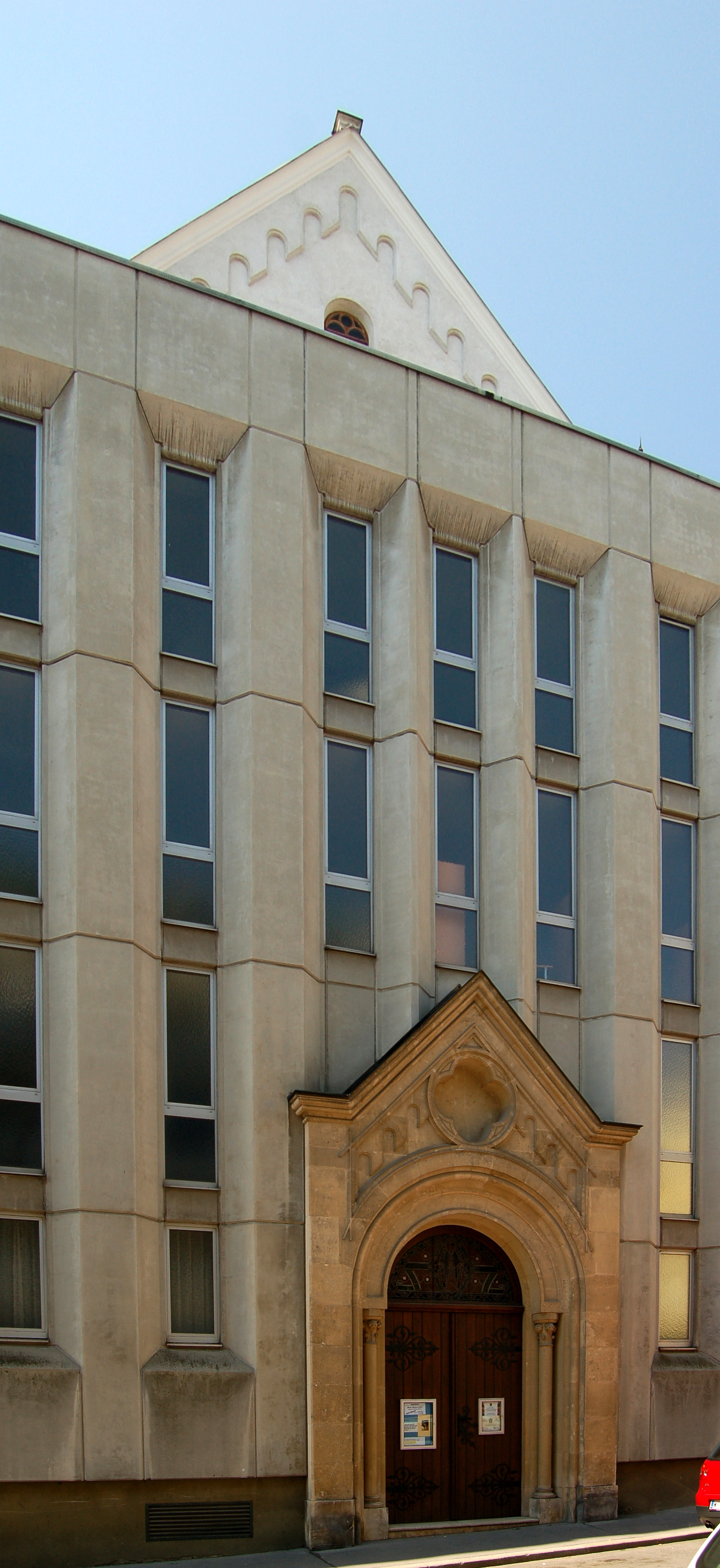
Die Klosterkirche

Die Klosterkirche Mutter der Barmherzigkeit zur Fünfhausgasse 23 wurde 1885 nach einem Entwurf des Malers Josef Kastner vom Baumeister Johann Friedl erbaut und steht unter Denkmalschutz. Von 1976 bis 1978 wurden die Fassadentürme abgetragen, die Giebelfassade hinter einen viergeschoßigen Stahlbetonskelettbau zurückgesetzt und das übergiebelte Portal der Vorhalle an der Gasse erhalten. Die Kirche wurde 1910, 1947 und 1983/1984 restauriert.
Die dreischiffige vierjochige Hallenkirche in späthistoristischen Mischformen der Neogotik und Neorenaissance mit einem Kreuzrippengewölbe über Kreuzpfeilern hat eine eingebundene U-förmige Holzempore als Schwesternempore und über dem verglasten Teil der Schwesternempore eine hölzerne Orgelempore. Der tonnengewölbte querrechteckige Chor hat seitlich Anräume und darüber Oratorien. Die Kirche hat mit Rundbogenfenstern im 4. Joch und das Rosettenfenster in der Eingangswand wenig Tageslicht.
Die Einrichtung und Ausstattung der Kirche ist einheitlich original aus der Bauzeit erhalten. Die gesamte Stirnwand des Chores und das Langhaus zeigt eine Wandmalerei von Josef Kastner. Die Wandmalerei zeigt im Chor vielfigurig Maria als Mutter der Barmherzigkeit in der Glorie und darunter in Rundbogenfeldern die Heiligen Alfons von Liguori, Franz von Assisi, Petrus, Erzengel Michael, Johannes der Täufer, Paulus, Ignatius von Loyola und Christophorus, im Chorgewölbe Engel in einem Sternenhimmel.
Der Hochaltar mit einem historistischen Steinretabel mit Reliefs der vier Evangelisten und je drei Engelsfiguren seitlich des Baldachinaufsatzes zeigt an der Tabernakeltür das Letzte Abendmahl. Die Seitenaltäre an den Langhausstirnwänden sind analog dem Hochaltar gestaltet. Der rechte Seitenaltar trägt in einem Schrein Reliquien, welche Josef Kastner in Rom erworben hat. Die linke Seitenaltar zeigt die Wandbilder  Christkönig zwischen der hl. Clara und hl. Maria Margareta von Alacoque und eine Kreuzigung und eine Dornenkrönung. Der rechte Seitenaltar zeigt die Wandbilder hl. Josef zwischen der hl. Anna mit Maria und Schutzengeln und den Ölberg und eine Pietà.
Die Langhausseitenwände über der Empore zeigen Wandbilder: links Maria als Mutter der Barmherzigkeit umgeben von Armen Seelen und Christus als göttlicher Kinderfreund, rechts Christus mit den klugen und törichten Jungfrauen. Gemalte Schlusssteine im Gewölbe zeigen Maria, Christus, Taube und Lamm Gottes. Unter der Empore als reliefierte Medaillons zeigen Deckenbilder marianische Symbole, Engel und die hl. Cäcilia. An der Emporenbrüstung zeigen Bilder in Rundbogenfeldern musizierende Engel.
Die Fensterverglasung zeigt einheitlich Rauten und eine Stiftungsinschrift aus 1910. Die Fensterrosette im Osten zeigt ein schlichtes Blumendekor teils in Grisaille und in der Portallunette Maria. Die Butzenscheiben im Windfang zeigen in Medaillons das Herz Jesu und Mariensymbole.
Die Kirche beinhaltet die Figuren der Heiligen Augustinus, Pierre Fourier, Clemens Maria Hofbauer, Judas Thaddäus, alle um 1900.
Die Orgel von Johann M. Kauffmann wurde 1902 gestiftet.

## Schule und Provinzialat
Der moderne Komplex einer Schule und des Ordenshauses an der Clementinengasse, Fünfhausgasse und Friesgasse integriert die Klosterkirche und wurde in mehreren Bauphasen bis 1980 neu erbaut. Die Fassade in der Clementinengasse trägt eine Figur der Maria Immaculata, im Hof steht eine Figur, die Christus als Salvator zeigt, beide aus dem Ende des 19. Jahrhunderts. Die Schulkapelle nach den Plänen von Kurt Stögerer (1973) hat Glasfenster mit der Darstellung der Leidenswerkzeuge von der Malerin Clarisse Praun. Die Hauskapelle nach den Plänen von Bruno Buchwieser junior (1980) zeigt in einem Fensterband der Firma Geyling die Sonne. Die Hauskapelle beinhaltet eine gotisierende Figur der Madonna und einen Kreuzweg auf Metallplatten in abstrakten Formen vom Bildhauer Ernst Grandecker.